# 紫水杏奈
紫水 杏奈（しみず あんな、1991年9月26日 - ）は、日本の女優、タレント。千葉県流山市出身。元エクセルヒューマンエイジェンシー所属。
芸名の杏奈は本名でもある。

## 来歴・人物
舞台、子ども向け番組やアクションショー、ネット番組、テレビを中心に活動。
愛称は杏奈ちゃん、あんちゃん。
2019年7月末に所属事務所を退所、及び芸能界引退を発表している。

## 出演

### テレビ
- 捜し屋★諸星光介が走る! 7
- ヤツルギシリーズ